# プッシー・トーク
『プッシー・トーク』（仏: Le Sexe qui parle、英: Pussy Talk）は、1975年に公開されたクロード・ミュロ監督（フレデリック・ランサック名義）によるフランスのポルノ映画。フランスで製作され、公開された長編ハードコア映画としては初めて国際的な成功を収め、カルト映画と呼ばれた。
1977年、ミュロはエリックから売春婦に齎された「感染」から始まる、続編の『Le Sexe qui parle II』を監督。

## 文化的背景
この映画は、膣が話すと言う古代民間伝承のモチーフ、または「トーキングカント」にまでさかのぼる、話す膣についての文学や芸術の重要な伝統の一例である。これらの物語は魔法や魅了の効果により、しばしば不貞を認める内容を話す膣を含む。オザークの民話に登場する女性の性器の話『魔法の杖』はフランス文学の初期のテーマであり、特に『不謹慎な宝石』と13世紀のファブリオー『Le Chevalier qui faisoit parler les cons et les culs』、『ヴァギナ・モノローグス』に引き継がれる。

## ストーリー
ジョエル（ペネロープ・ラムール）は、エリック（ジーン＝ループ・フィリップ）と結婚している広告代理店の美しい幹部社員。魅力的なブロンドの女性に誘惑された後、彼女の膣は不可思議な苦痛に感染し勝手に話し始め、彼女を卑猥な性行為に誘導する。しかし遠因が彼女の思春期における性的困難と強迫観念に起因することが明らかにされる。最後に彼女はエリックとセックスし、彼のペニスに「感染症」を引き渡す。

## キャスト
- ペネロープ・ラムール：ジョエル
- ジーン＝ループ・フィリップ（英語版）（ニルス・ホルツ名義）：エリック
- シルヴィア・ブールドン：バーバラ（ジョエルの叔母）
- アトリス・アルノア：少女時代のジョエル
- エレン・アール：マルチーヌ（精神科医）
- ヴィッキー・メシカ：リチャード（リポーター）

## 公開
アメリカ合衆国では『Pussy Talk』というタイトルで1975年11月に公開され、アメリカでフレンチ・ポルノ・シックの時代が始まった。日本では『しゃべる○○○/プッシー・トーク』というタイトルで1975年12月にグローバルより公開され、テレビCMも流れた。